# Patrice Dozier
Pour les articles homonymes, voir Dozier.
Patrice Dozier est un acteur français, né le 11 novembre 1949 à Bois-Grenier (Nord).
Spécialisé dans le doublage, il est, entre autres, la voix française récurrente de Wallace Shawn et Leslie Jordan, ainsi que celle de l'inspecteur Brackenreid (Thomas Craig) dans Les Enquêtes de Murdoch. Dans l'animation, il est surtout connu pour être la voix d'Elmer Fudd dans les Looney Tunes depuis 1997, Glenn Quagmire (en) dans Les Griffin et plusieurs personnages Disney tels que Hermès dans Hercule ou M. Mouche (depuis Peter Pan 2).

## Théâtre
- 1973 : Ce soir on improvise de Pirandello. mise en scène Jean-Marie Schmidt.
- 1974 : Rêves d'écluses à la Péniche Opéra. mise en scène Mireille Larroche.
- 1976 : Henri IV de Pirandello au théâtre populaire des Flandres.
- 1977 : Voulez-vous jouer avec môa de Marcel Achard à Lille. mise en scène Christian de Smet.
- 1978 : La patte mouille avec Michel Galabru au théâtre de la Micholière.
- 1979 : Là haut de Maurice Yvain, mise en scène Christian de Smet, en tournée.
- 1980 : Ta bouche et yes de Maurice Yvain, mise en scène Jacques Mauclair, en tournée.
- 1981 : Si Guitry m'était chanté mise en scène Jean-Luc Tardieu.
- 1982-1983 : Napoléon, spectacle musical avec Serge Lama au théâtre Marigny et au Canada. mise en scène Jacques Rosny.
- 1985 : L'auberge du cheval blanc, avec Luc Barney à l'Eldorado.
- 1986 : Pâquerette, avec maria pacôme au théâtre de la Michodière, mise en scène Francis Perrin.
- 1987 : Le pyromane, de Jean-Marie Pélaprat, mise en scène Francis Joffo, petit odéon
- 1988 : Les farces de Molière, mise en scène Francis Perrin pour le festival de Versailles.
- 1989 : Les Brigands, d'Offenbach à l'opéra de Genève.
- 1990 : Archibald, avec Paul Guers et Corinne Marchand au théâtre de la Potinière et à Lyon.
- 1991 : Salut les comiques, avec Alain Sachs et Ronny Coutteure, en tournée.
- 1992 : 3 partout, mise en scène Pierre Mondy ;
- 1993 : Knock de Jules Romain, mise en scène Pierre Mondy, théâtre de la porte saint martin
- 1995 : Le comédien de Sacha Guitry, mise en scène Annick Blancheteau, au théâtre des nouveautés
- 1996 : Les empires de la lune par la Cie fracasse, au théâtre Déjazet
- 1997 : Le Passe-muraille de Didier van Cauwelaert et Michel Legrand, au théâtre des bouffes-parisiens, molière du meilleur spectacle musical
- 1998 : Le Bel Air de Londres de Dion Boucicault, mise en scène Adrian Brine, théâtre de la Porte-Saint-Martin
- 2000 : Me sire de Vergy, au théâtre des bouffes-parisiens
- 2002 : Frou-Frou les Bains, au théâtre Daunou, molière du meilleur spectacle musical
- 2008 : Fame, au théâtre le Comédia
- 2013 : 3 lits pour 8, mis en scène par Jean-Luc Moreau

## Filmographie

### Cinéma
- 1975 : Mais où sont passées les jeunes filles en fleurs ? de Jean Desvilles : le maître d'hôtel
- 1977 : Gloria de Claude Autant-Lara : ?
- 1979 : Ces flics étranges venus d'ailleurs de Philippe Clair : le peureux
- 1979 : Les Charlots en délire de Alain Basnier : le chômeur louche
- 1980 : Les aventures de Guidon Fûté de Jean-Marie Durand : l'agent de circulation
- 1981 : Pourquoi pas nous ? de Michel Berny : un arbitre
- 1981 : Les Folies d'Élodie de André Génovès : un invité au vernissage
- 1981 : Le Maître d'école de Claude Berri : le client du magasin de vêtements
- 1982 : Tête à claques de Francis Perrin : un serveur
- 1983 : Y a-t-il un pirate sur l'antenne ? de Jean-Claude Roy : l'agent à lunettes
- 1983 : Vous habitez chez vos parents ? de Michel Fermaud : Megy
- 1983 : Le blaireau s'fait mousser de Jean-Claude Strömme et Meyer Berreby : Calme-Plat
- 1984 : Comment draguer tous les mecs de Jean-Paul Feuillebois : Franck
- 2023 : Les Trois Mousquetaires : D'Artagnan de Martin Bourboulon : le père Arnoux

### Télévision
- 1980 : Petit déjeuner compris (feuilleton en 6 épisodes) de Michel Berny
- 1982 : Les Enquêtes du commissaire Maigret de Jean-Jacques Goron (série télévisée), épisode Maigret et les Braves Gens
- 1984 : Au théâtre ce soir (Le Diable en personne) de Philip King et Fakland Cary
- 1987 : Les Aventures de Dorothée : Un AMI
- 1990 : Imogène (série télévisée), épisode les fiançailles d'Imogène
- 1998 : Julie Lescaut (épisode Arrêt de travail) : Palherbe
- 2013 : À la maison pour Noël de Christian Merret-Palmair : Raymond
- 2013 : Section de Recherches

## Doublage
Sources : Planète Jeunesse, RS Doublage, Doublage Séries Database
Les dates en italique correspondent aux sorties initiales des films dont Patrice Dozier a assuré le redoublage.

### Cinéma

#### Films
- Kevin Pollak dans :
  - Usual Suspects (1995) : Todd Hockney
  - Hyper Noël (2002) : Cupidon
  - War Dogs (2016) : Ralph Slutzky
  - Special Correspondents (2016) : Geoffrey Mallard

- Richard Kind dans :
  - Ma sorcière bien-aimée (2005) : Abner Kravitz
  - Argo (2012) : Max Klein
  - Scandale (2019) : Rudy Giuliani

- Bob Balaban dans :
  - Le Goût de la vie (2007) : le thérapeute
  - Apprenti Gigolo (2013) : Sol
  - Tom Brady à tout prix (en) (2023) : Mark

- Paul Ben-Victor dans :
  - Venus and Vegas (2010) : Carlo
  - Match retour (2013) : Lou Camare
  - Collide (en) (2022) : Clyde

- Stefaan Degand (nl) dans :
  - La Famille Claus (nl) (2020) : Holger
  - La Famille Claus 2 (nl) (2021) : Holger
  - La Famille Claus 3 (nl) (2022) : Holger

- Wei Ping-ao (en) dans :
  - La Fureur de vaincre (1972[n 1]) : M. Wu, l'interprète
  - La Fureur du dragon (1972[n 1]) : Ho, le gangster

- Alan Wilder (en) dans :
  - Jeu d'enfant (1988) : M. Criswell
  - Maman, j'ai raté l'avion (1990) : le guichetier à lunettes

- Reg Tupper dans :
  - Scary Movie (2000) : le présentateur du concours de beauté
  - Sexy Movie (2006) : le présentateur du concours de beauté

- Ian Gomez dans :
  - Mariage à la grecque (2002) : Mike
  - Mariage à la grecque 2 (2016) : Mike

- David Haig dans :
  - L'Amour sans préavis (2002) : Howard Wade
  - Dowton Abbey (2019) : Wilson

- Wallace Shawn dans :
  - Southland Tales (2006) : Baron von Westphalen
  - Admission (2013) : Clarence

- Harvey Keitel dans :
  - Arthur et la Vengeance de Maltazard (2009) : Miro (voix)
  - Arthur 3 : La Guerre des deux mondes (2010) : Miro (voix)

- Paul Whitehouse dans :
  - Gentlemen cambrioleurs (2018) : Carl Wood
  - L'Histoire personnelles de David Copperfield (2019) : Daniel Peggotty

- Ken Stott dans :
  - Le Jour de mon retour  (2018) : Stanley Best
  - The Dig (2021) : Charles Phillips

- Ruben Rabasa (en) dans :
  - Father of the Bride (2022) : l'oncle Walter
  - Ant-Man et la Guêpe : Quantumania (2023) : Rubin

- 1942[n 2] : Fantômes déchaînés : Dixie Beeler (Lou Lubin)
- 1944 : Le Port de l'angoisse : Eddy (Walter Brennan) (année de doublage inconnue)
- 1944[n 3] : La Paloma : l'Amiral (Richard Nicolas)
- 1946 : Les assassins sont parmi nous : Ferdinand Brueckner (Arno Paulsen) (année de doublage inconnu)
- 1955[n 4] : Ciel sans étoiles : Otto Friese (Gustav Knuth)
- 1972[n 5] : Les rebelles viennent de l'enfer : M. Dixon (Ned Wertimer)
- 1989 : Les Feebles : Fly la mouche (Brian Sergent) et Dr Quack (Stuart Devenie) (voix)
- 1989 : Allô maman, ici bébé : l'homme maniaque (Jerry Wasserman)
- 1990 : Maman, j'ai raté l'avion : Gus Polinski (John Candy)
- 1991[n 6] : Robin des Bois, prince des voleurs : un villageois [Qui ?]
- 1993 : Kaspar Hauser : Daumer (Udo Samel)
- 1994[n 7] : Le Grand Saut : Waring Hudsucker (Charles Durning)
- 1995 : Une journée en enfer : Felix Little (John C. Vennema)
- 1995 : Miami Rhapsodie : Rabbi (Ben Stein)
- 1996 : Fargo : Mike Yanagita (Steve Park)
- 1996 : Basquiat : le 2e voyou  (Ron Brice)
- 1996 : Sleepers : M. Carcaterra (Bruno Kirby)
- 1996 : Hamlet : Sailor One (David Yip)
- 1997 : Austin Powers : l'opérateur radar Johnson (Clint Howard)
- 1997 : L'Homme qui en savait trop... peu : Cochrane (Roger Morlidge)
- 1998 : Docteur Patch : Everton (Alan Tudyk)
- 1998 : Hitman : Ngok Lo (Eric Tsang)
- 1999 : Instinct : Pete (Thomas Q. Morris)
- 2000 : Mais qui a tué Mona ? : le père Tom (Raymond O'Connor)
- 2000 : O'Brother : Junior O’Daniel, le fils de Pappy O’Daniel (Del Pentecost)
- 2000 : Le Grinch : le Chapellier (James Ritz)
- 2001 : Scary Movie 2 : Hanson (Chris Elliot)
- 2001 : Shaolin Soccer : Gary (Kai Man Tin)
- 2001 : 15 Minutes : Bobby Korfin (John DiResta)
- 2001 : Espion amateur : le directeur de la banque à Istanbul (Yldirim Ocek)
- 2001 : Le Journal de Bridget Jones : M. Fitzherbert (Paul Brooke)
- 2002 : Mafia Blues 2 : le client énervé
- 2002 : Allumeuses ! : le prêtre au mariage (Charlie Dell)
- 2002 : Sale fric : Jarvis (Peter Woodward)
- 2003 : Elfe : Eugene Dupres (Kyle Gass)
- 2003 : La Mort en ligne : Oka (Gorō Kishitani)
- 2003 : Les Looney Tunes passent à l'action : Elmer Fudd (Billy West) (voix)
- 2003 : Pour le meilleur et pour le rire : le loueur de voiture (Clement von Franckenstein)
- 2003 : Mortadel et Filémon : Filémon (Pepe Viyuela)
- 2004 : American Crime : Harry (Kim Robillard)
- 2004 : La Vie aquatique : Bill Ubell (Bud Cort)
- 2004 : J'adore Huckabees : Marty (Kevin Dunn)
- 2005 : The Island : le docteur Obgyn (Phil Abrams)
- 2005 : Mr. & Mrs. Smith : Dr Wexter (William Fichtner)
- 2005 : Sin City : le prêtre (Frank Miller)
- 2006 : Garfield 2 : Claudius (Joe Pasquale) (voix)
- 2006 : The Last Show : le régisseur (Tim Russell)
- 2006 : Les Fils de l'homme : ? (?)
- 2007 : Goodbye Bafana : le colonel Pier Barnard (Clive Fox)
- 2007 : Hot Fuzz : Bob Walker (Karl Johnson (en))
- 2007 : Une fille à la page : Mickey Lamm (Peter Scolari)
- 2007 : Il était une fois : le prêtre (John Stephenson) (voix)
- 2008 : L'Échange : le président Thorpe (Peter Breitmayer)
- 2008 : La Maison de mon père : Germán (Alex Angulo)
- 2009 : Dossier K. : le procureur Marcel Bracke (Jappe Claes)
- 2009 : John Rabe, le juste de Nankin : Dr Lewis Smythe (Christian Rodska)
- 2009 : La Nuit au musée 2 : Oscar le Grouch (Caroll Spinney)
- 2009 : La Montagne ensorcelée : Lloyd (Bob Clendenin)
- 2009 : Crazy Heart : le Docteur (William Marquez)
- 2010 : J'ai rencontré le Diable : le père de Kyung-chul (Jeong-won Jang)
- 2011 : Jane Eyre : M. Brocklehurst (Simon McBurney)
- 2011 : Lili la petite sorcière : Le voyage vers Mandolan : Hauptmann (Ulrich Frank)
- 2011 : Wu Xia : l'aubergiste (Yan Qin)
- 2012 : Recherche Bad Boys désespérément : Bernie (Adam Paul)
- 2012 : God Bless America : le docteur (Dan Spencer)
- 2012 : Lincoln : Robert Lee (Christopher Boyer)
- 2013 : My Movie Project : le Pingouin (John Hodgman)
- 2013 : Ninja 2 : Mike (Mukesh Bhatt)
- 2013 : Le Loup de Wall Street : un standardiste [Qui ?]
- 2014 : Veronica Mars : JC Borden (Eddie Jemison)
- 2014 : Interstellar : voix additionnelles
- 2014 : Sea Fog : Les Clandestins : Ho-young (Kim Sang-oh)
- 2015 : MI-5 Infiltration : Oliver Mace (Tim McInnerny)
- 2015 : L'Amour par accident : Bob Eckle (Steve Boles)
- 2015 : The Stanford Prison Experiment : le professeur Jim Cook (Fred Ochs)
- 2015 : Spotlight : Ronald Paquin (Richard O'Rourke)
- 2016 : Creed : L'Héritage de Rocky Balboa : lui-même (Tony Kornheiser)
- 2016 : Live by Night : Pruitt (Matthew Maher (en))
- 2016 : La La Land : Alistar (Miles Anderson)
- 2016 : Silence : Inoue (Issei Ogata)
- 2016 : Florence Foster Jenkins : John Totten (Allan Corduner)
- 2017 : Sandy Wexler : Marty Markowitz (Rob Reiner)
- 2017 : Le Secret des Marrowbone : le docteur (Paul Jesson)
- 2017 : Battle of the Sexes : Bob Sanders (Tom Kenny)
- 2017 : Bienvenue à Suburbicon : le révérend Jones (Don Baldaramos) et le docteur Jennings (Steven Shaw)
- 2017 : Fun Mom Dinner : Wayne (David Wain)
- 2017 : Papillon : Jean Castili (Christopher Fairbank)
- 2018 : Pentagon Papers : Harry Gladstein (Peter Van Wagner (simple))
- 2018 : Hérédité : le professeur d’histoire (William Bus Riley)
- 2018 : Carnage chez les Puppets : le Puppet docteur (Allan Trautman) (voix) et le vieil homme (Victor Yerrid) (voix)
- 2018 : Jean-Christophe et Winnie : Hal Gallsworthy (Adrian Scarborough)
- 2018 : Les Sentinelles du Pacifique : l'oncle Cui (Fan Wei)
- 2018 : Undercover : Une histoire vraie : ? (?)
- 2018 : Gun City : Tísico (Ernesto Alterio)
- 2018 : O.G. (en) : Larry (David Patrick Kelly)
- 2019 : Stan et Ollie : Nobby Cook (John Henshaw)
- 2019 : John Wick Parabellum : le docteur (Randall Duk Kim)
- 2020 : The Banker : Charles Renault (Bill Kelly)
- 2020 : Fatman : Herman (Michael Dyson)
- 2020 : Rebecca : le médecin légiste (David Horovitch (en))
- 2020 : Et encore un joyeux Noël ! : Señor Pedro (Daniel Filho)
- 2021 : Space Jam : Nouvelle Ère : Elmer Fudd (Eric Bauza) (voix)
- 2021 : Désigné coupable : le juge Robertson (Andre Jacobs)
- 2021 : Le Dernier Duel : ? (?)
- 2021 : The King's Man : Première Mission : ? (?)
- 2021 : Entre les lignes : M. Sheringham (Craig Crosbie)
- 2022 : Un accord parfait (en) : Sam (Robert Clarke VII)
- 2023 : Les Gardiens de la Galaxie Vol. 3 : le courtier (Christopher Fairbank) (caméo)
- 2023 : Freestyle (pl) : ? (?)
- 2023 : Rebel Moon - Partie 1 : Enfant du feu : le roi Levitica (Tony Amendola)
- 2023 : Love Is in the Air (en) : Jeff (Roy Billing (en))
- 2023 : Scandaleusement vôtre : l'agent Spedding (Paul Chahidi (en))
- 2025 : The Alto Knights : Joseph « Joe » Bonanno (Louis Mustillo (en))
- 2025 : Heads of State : Jack Gordon (Adrian Lukis)
- 2025 : My Oxford Year : le président de l'université (Martin Bishop)

#### Films d'animation
- 1937[4] : Blanche-Neige et les Sept Nains : Dormeur[5]
- 1968[6] : Le Sous-marin jaune : l'Homme de rien
- 1979[7] : Bugs Bunny, Bip Bip : Le Film-poursuite : Elmer Fudd
- 1981 : Le Mystère de la troisième planète : Carolus Cristobal Porcelet, le capitaine Kim, l'ordinateur
- 1991 : Robinson et compagnie : voix additionnelles
- 1994 : Le Septième Petit Frère : Pipelette, un écureuil joueur et le héron
- 1997 : Hercule : Hermès, le messager des dieux[8]
- 1997 : Lapitch, le petit cordonnier : M. Ronchon
- 1997 : Fifi Brindacier : Klang
- 1998 : Mulan : l'ancêtre avec le boulier et un guerrier Hun
- 1998 : L'Ombre d'Andersen[9] : le canard
- 1999 : Bartok le Magnifique : Vol, le garde[n 8]
- 1999 : Les Secrets merveilleux du Père Noël[10] : Will et un Knook
- 2000 : Joseph : Le Roi des Rêves : Prisonnier 2
- 2000 : Les Razmoket à Paris, le film : le prêtre[11]
- 2001 : Le père Noël est sans rancune : ?
- 2002 : Corto Maltese, la cour secrète des arcanes : Longue Vie
- 2002 : Peter Pan 2 : Retour au Pays imaginaire : M. Mouche[n 9]
- 2002 : Huit Nuits folles d'Adam Sandler : Whitey Duvall[12]
- 2003 : Le Monde de Nemo : Chumy
- 2003 : Le Livre de la jungle 2 : voix additionnelle
- 2004 : Mulan 2 : La Mission de l'Empereur : le conseiller de Chin
- 2005 : L'Incroyable Histoire de Stewie Griffin : Glenn Quagmire[13]
- 2005 : Barbie Fairytopia : Quill
- 2005 : Les Noces funèbres : William Van Dort[14]
- 2005 : Tom et Jerry : Destination Mars : Dr Gluckman
- 2005 : Vaillant, pigeon de combat ! : Cufflingk[15]
- 2007 : Bee Movie : Drôle d'abeille : Martin Benson[16]
- 2007 : Bienvenue chez les Robinson : Grand-père Bud[17]
- 2008 : Le Secret de la Petite Sirène : Tâche d'Encre
- 2009 : La princesse et la grenouille : un des frères Fenner
- 2009 : Barbie présente Lilipucia : Rick
- 2010 : Tom et Jerry : Élémentaire, mon cher Jerry : Brett Jeremy
- 2010 : Toy Story 3 : Chunk
- 2010 : Shrek 4 : Il était une fin : le guide touristique
- 2011 : Mini Buzz : Gary Lance-Grappin (court-métrage)
- 2012 : Tad l'explorateur : À la recherche de la cité perdue : le professeur Humbert
- 2012 : Ernest et Célestine : le chef policier rat
- 2013 : Justin et la Légende des Chevaliers : Sebastian
- 2013 : Le Père Frimas : ? (court-métrage)
- 2014 : Clochette et la Fée Pirate : Oppenheimer[n 10] et M. Mouche[n 9]
- 2014 : Le Conte de la princesse Kaguya : le prince Kuramochi
- 2014 : Mune : Le Gardien de la Lune : Kraack
- 2014 : Scooby-Doo : Aventures en Transylvanie : Mme Vanders[n 8]
- 2015 : Gus : Michka
- 2015 : Looney Tunes : Cours, lapin, cours... : Elmer Fudd
- 2016 : Ozzy, la grande évasion : Robbins[18]
- 2018 : Scooby-Doo et le Fantôme gourmand : Jeremiah Noseworthy[n 10]
- 2019 : Monsieur Link : Willard Stenk
- 2021 : Tout droit sortie de nulle part : Scooby-Doo rencontre Courage le chien froussard : Eustache Baggs[19]
- 2021 : LEGO Star Wars : Histoires terrifiantes : Graballa le Hutt
- 2022 : Le Monstre des mers : Nick
- 2023 : LEGO Disney Princesse : Les aventures au Château : Mr. Mouche

### Télévision

#### Téléfilms
- 1971[20] : Duel : le patron du Chuck's cafe (Eddie Firestone)
- 1992 : Rowan Atkinson Live : divers rôles (Rowan Atkinson)
- 1998 : La Famille trahie : Bruce Cutler (Michael Goldfinger)
- 1999 : The Incredible Genie : le Génie (Tom Fahn)
- 2001 : Au service de la liberté : le Consul américain Jamison (David Francis)
- 2002 : Opération antisèche : Marty (Chang Tseng)
- 2005 : À la poursuite de Noël : Passé (Leslie Jordan)
- 2006 : Le Noël des Looney Tunes : Elmer Fudd (Billy West) (voix)
- 2009 : Grey Gardens : Albert Maysles (Arye Gross)
- 2010 : Venus & Vegas : Carlo (Paul Ben-Victor)
- 2013 : Du vague à l'âme sœur : Herr Dellinger (Michael Hanemann)
- 2015 : L'École du péché : le Père Macey (Hugh Holub)
- 2016 : Killing Hasselhoff : Barry (Jon Lovitz)
- 2017 : La Débutante : Leiterer (Reinhard E. Ketterer)
- 2018 : O.G. : Larry (David Patrick Kelly)
- 2020 : Les Enfants de Windermere : Leonard Montefiore (Tim McInnerny)
- 2022 : Coup de foudre et amnésie : Sam (Robert Clarke VII)

#### Séries télévisées
- Wallace Shawn dans (15 séries) :
  - Preuve à l'appui (2001-2006) : Dr Howard Stiles (8 épisodes)
  - Desperate Housewives (2005) : Lonny Moon (saison 2, épisode 5)
  - New York, section criminelle (2006) : le professeur de cinéma (saison 6, épisode 10)
  - The L Word (2008-2009) : William Halsey (5 épisodes)
  - Damages (2010) : Sterling Biddle (saison 3, épisode 6)
  - Eureka (2011-2012) : Dr Warren Hughes (3 épisodes)
  - Gossip Girl (2008-2012) : Cyrus Rose (11 épisodes)
  - New York, unité spéciale (2009) : le professeur Roy Batters (saison 10, épisode 13)
  - The Good Wife (2013-2015) : Charles Lester (3 épisodes)
  - Les Mystères de Laura (2014) : Kenneth Walters (saison 1, épisode 4)
  - The Night Shift (2016) : M. Neville (saison 3, épisode 9)
  - The Good Fight (2018-2022) : Charles Lester (5 épisodes)
  - Young Sheldon (2018-2024) : Dr John Sturgis (53 épisodes)
  - Gossip Girl (2021) : Cyrus Rose (saison 1, épisode 10)
  - Evil (2022) : le père Frank Ignatus (saison 3, épisodes 1 et 10)

- Leslie Jordan dans (7 séries) :
  - Boston Justice (2005) : Bernard Ferrion (6 épisodes)
  - Ugly Betty (2007) : Quincy Combs (saison 1, épisode 19)
  - Hidden Palms : Enfer au paradis (2007) : Jesse Jo (5 épisodes)
  - Desperate Housewives (2011) : Felix Bergman (saison 8, épisodes 8 et 9)
  - Raising Hope (2012-2013) : le révérend Bob (saison 3, épisodes 4 et 14)
  - American Horror Story (2013-2019) : Quentin Fleming (saison 3), Ashley Gilbert / Cricket Marlowe (saison 6) et Courtney (saison 9)
  - The Cool Kids (en) (2018-2019) : Sid (22 épisodes)

- Matt Malloy dans (6 séries) :
  - New York Police Blues (1999) : Ken Jenkins (saison 6, épisode 10)
  - Hawthorne : Infirmière en chef (2009) : Larry (saison 1)
  - L'Arme fatale (2018) : Dr Samuels (saison 2, épisode 13)
  - Perry Mason (2020) : Frank Dillon (saison 1)
  - Blacklist (2021) : Vincent Duke (saison 9, épisodes 1 et 2)
  - The Sex Lives of College Girls (2021-2022) : le président Lacey (3 épisodes)

- Ned Eisenberg dans (6 séries) :
  - New York, unité spéciale (1999-2019) : Roger Kessler (24 épisodes)
  - The Good Wife (2015) : Craig Hallman (saison 7, épisode 7)
  - Bull (2016) : Christopher Franklin (saison 1, épisode 8)
  - Elementary (2018) : Marvin Hathaway (saison 6, épisode 19)
  - La Fabuleuse Madame Maisel (2019 / 2022) : Lou Rabinowitz (saison 3, épisode 1 et saison 4, épisode 5)
  - Her Voice (2020) : Al (6 épisodes)

- Kurt Fuller dans (6 séries) :
  - Malcolm (2001) : M. Young (saison 2, épisode 14)
  - Monk (2003) : Dennis Gammill (saison 2, épisode 5)
  - Grey's Anatomy (2007) : Jerry (saison 4, épisode 7)
  - Supernatural (2009-2019) : Zachariah (8 épisodes)
  - Parenthood (2012-2014) : Dr Bedsloe (5 épisodes)
  - The Crazy Ones (2014) : Mitchell Payson (épisode 15)

- Paul Ben-Victor dans (5 séries) :
  - Invisible Man (2000-2002) : Robert Albert « Bobby » Hobbes (45 épisodes)
  - Las Vegas (2003) : Michael (saison 1, épisode 7)
  - Monk (2005) : Al Nicoletto (saison 4, épisode 5)
  - Close to Home : Juste Cause (2006-2007) : Paul Bosco (saison 2)
  - Tout le monde déteste Chris (2008-2009) : le coach Thurman (saison 4)

- Chris Elliott dans (4 séries) :
  - Une fille à scandales (1997-1998) : Bradley Cosby (22 épisodes)
  - Graves (2016) : Thomas Nash (saison 1)
  - Bienvenue chez les Huang (2017) : Adam (saison 3, épisode 23 et saison 4, épisode 1)
  - Maggie (2022) : Jack (13 épisodes)

- Louis Mustillo (en) dans :
  - Haute Tension (1996-1997) : l'officier Russell Topps (32 épisodes)
  - Les Soprano (2004-2006) : Salvatore « Sal » Vitro (4 épisodes)
  - New York, unité spéciale (2018) : Dave Arnold (saison 20, épisode 4)

- Mark L. Taylor dans :
  - Desperate Housewives (2005) : M. Steinberg (saison 1, épisodes 17 et 18)
  - Saving Grace (2007-2010) : Henry Silver (24 épisodes)
  - Murder (2016) : Vince Levin, l'avocat de Wes (saison 3)

- Ian Hart dans :
  - Dirt (2007-2008) : Don Konkey (20 épisodes)
  - Marvel : Les Agents du SHIELD (2013) : Dr Franklin Hall (saison 1, épisode 3)
  - Tin Star (en) (2020) : Michael Ryan (saison 3)

- David Haig dans :
  - Strike Back (2011) : Christopher Manning (saison 2, épisodes 7 et 8)
  - Killing Eve (2018-2022) : Bill Pargrave (4 épisodes)
  - COBRA (en) (2020-2021) : Archie Glover-Morgan (12 épisodes)

- David Diaan (en) dans :
  - The Brink (2015) : le général Ahmed Ali (4 épisodes)
  - Madam Secretary (2015) : Shakya (saison 2, épisode 4)
  - FBI (2022) : l'imam Mustafa (saison 4, épisode 13)

- Bob Balaban dans :
  - Pitch (2016) : Frank Reid (3 épisodes)
  - Condor (2018-2020) : Reuel Abbott (20 épisodes)
  - Severance (2025) : Mark W. (saison 2)

- Kevin Pollak dans : 
  - Better Things (2017-2022) : Marion (12 épisodes)
  - Billions (2019) : Douglas Mason (saison 4)
  - Willow (2022) : Raoul (épisode 5)

- Jon Lovitz dans :
  - Infos FM (1995-1999) : Max Louis
  - Friends (1995 / 2003) : Steve (saison 1, épisode 15 et saison 9, épisode 14)

- John Sessions dans : 
  - Dans le rouge (en) (1998) : Hercule Fortescue (mini-série)
  - Victoria (2019) : lord John Russell (saison 3)

- Troy Blendell dans :
  - Buffy contre les vampires (2001) : Jinx (saison 5)
  - Lucifer (2017) : Larry (saison 3, épisode 5)

- Simon Ludders (en) dans :
  - Young Dracula (2006-2014) : Renfield (66 épisodes)
  - Miss Scarlet, détective privée (en) (2020-2025) : M. Potts (27 épisodes)

- Ryan Stiles dans :
  - Mon oncle Charlie (2009-2015) : Dr Herb Melnick (2e voix, saisons 7 à 12)
  - American Housewife (2019) : Bill Doty (saison 4, épisode 3)

- Mark Williams dans :
  - Being Human : La Confrérie de l'étrange (2012) : Regis (saison 4, épisodes 1 et 3)
  - Inspecteur Barnaby (2021) : Pat Everett (saison 22, épisode 1)

- Dean Cameron (en) dans :
  - Psych : Enquêteur malgré lui : Zach Eikleberry (saison 8, épisode 9)
  - Code Quantum (2023) : Saul (saison 1, épisode 15)

- Jack Kehler dans :
  - Le Maître du Haut Château (2015) : Harlan Wyndam-Matson (saison 1)
  - The Magicians (2020) : Clock Dwarf (saison 5, épisode 1)

- John Hartmann dans :
  - Le Dernier Seigneur (2016-2017) : George Boxley (5 épisodes)
  - Better Call Saul (2022) : M. Pearson (saison 6, épisode 6)

- Stewart Arnott dans :
  - Reign : Le Destin d'une reine (2017) : le Comte de Gordon (saison 4, épisode 1)
  - Designated Survivor (2017) : le juge Richard Brickner (saison 2, épisode 2)

- Adrian Scarborough dans :
  - Maigret (2017) : Dr Bloch (saison 2, épisode 2)
  - Les Quatre filles du Docteur March (en) (2017) : M. Davis (mini-série)

- Jesse D. Goins dans :
  - Scandal (2017) : le président de la Cour suprême Patrick Montgomery (2e voix - saison 6, épisode 16)
  - Murder (2018) : le président de la Cour suprême Patrick Montgomery (saison 4, épisode 13)

- Richard Cunningham (en) dans :
  - Rellik (2017) : Brian Sweeney (mini-série)
  - La Reine Charlotte : Un chapitre Bridgerton (2023) : Lord Bute (mini-série)

- Paul Jesson dans :
  - Les Enquêtes de Vera (2018) : Dale Acreman (saison 8, épisode 1)
  - The Crown (2020) : Sir Geoffrey Howe (saison 4)

- Mark Zeisler dans :
  - Most Wanted Criminals (2020) : Ross Delvo (saison 2, épisode 2)
  - Bull (2017-2022) : le juge Sullivan (3 épisodes)

- 1993-1999 : Star Trek : Deep Space Nine : Quark (Armin Shimerman) (172 épisodes)
- 1999 : JAG : le capitaine Pike (Mark Metcalf) (3 épisodes)
- 1999-2003 : Voilà ! : Donnie DiMauro (David Cross) (3 épisodes)
- 2002 : Édition spéciale (en) : Peter Kozyck (Clancy Brown) (13 épisodes)
- 2003 : NCIS : Enquêtes spéciales : le capitaine Bradstone (Dar Dixon) (saison 1, épisode 3)
- 2004 : New York, unité spéciale : Billy Turner (P.J. Brown) (saison 6, épisode 6)
- 2004-2005 : New York 911 : l'inspecteur Jelly Grimaldi (Joe Badalucco)
- 2005 : La Caravane de l'étrange : Samson (Michael J. Anderson)
- 2006 : Dr House : George (James DuMont) (saison 2, épisode 13)
- 2006 : Fallen : Dr Lucas Grasic (Rade Šerbedžija) (mini-série)
- 2006 : Eureka : Dr Carl Carlson (Saul Rubinek) (saison 1, épisode 5)
- 2008 : 30 Rock : Bucky Bright (Tim Conway) (saison 2, épisode 12)
- 2008 : Cashmere Mafia : ? (?)
- depuis 2008 : Les Enquêtes de Murdoch : l'inspecteur Thomas Brackenreid (Thomas Craig) (242 épisodes - en cours)
- 2012-2016 : Grimm : Jerry Baxter (Hank Cartwright) (4 épisodes), Al Eckert (Jeb Berrier) (3 épisodes), Leroy Estes (Jim Crino) (5 épisodes), Santa (Jerry Basham) (saison 3, épisode 8), l'officier (Tony Calvino) (5 épisodes)
- 2013 : Vikings : Svein (David Pearse) (6 épisodes)
- 2013 : Londres, police judiciaire : Philip Donovan (Ian Bleasdale) (saison 7, épisode 3)
- 2013 : The Listener : un SDF (Torquil Colbo)
- 2013 / 2017 : Inspecteur Barnaby : Brendan Pearce (Les Dennis) (saison 16, épisode 1) et Duncan Walton (Philip Bird) (saison 19, épisode 2)
- 2014 : Blacklist : le sénateur Sheridan (David Wolos-Fonteno) (saison 2, épisode 4)
- 2015-2018 : Versailles : Jean-Baptiste Colbert (Steve Cumyn)
- 2016 : The Level (en) : Theo Kettler (Rupert Procter) (6 épisodes)
- 2016 : Gilmore Girls : Une nouvelle année : Taylor Doose (Michael Winters) (mini-série)
- 2016 : Guerre et Paix : Joseph Alexeievitch Bazdeiev (Ken Stott) (mini-série)
- 2016-2019 : Crazy Ex-Girlfriend : Bert Buttenweiser (Michael Hitchcock) (11 épisodes)
- 2017 : Twin Peaks : Jerry Horne (David Patrick Kelly) (saison 3)
- 2017 : The Frankenstein Chronicles : Dr Lennox (Ian McElhinney) (saison 2, épisodes 3 et 5)
- 2017 : Very Bad Nanny : Sully (John Ennis) (saison 1, épisode 4)
- 2018 : Meurtres à Sandhamn : Herman (Don Johansson) (saison 6, épisode 3)
- 2018 : Designated Survivor : Peter Koemann (Keith Dinicol) (saison 2, épisode 22)
- 2018-2019 : Notre grande famille : Grannen Björn (Göran Forsmark) (3 épisodes)
- 2019 : Traitors : Mark Stephens (Robert Goodale) (5 épisodes) et Jefferson Maltby (Patrick Joseph Byrnes) (épisodes 4 et 6)
- 2019 : Pennyworth : le chef Constable Wilkes (Nigel Betts) (saison 1, épisode 3)
- 2019 : The Loudest Voice : Peter Johnson Jr. (John Harrington Bland) (mini-série)
- 2019 : You're the Worst : Leonard Gilmartin (Jeff Doucette) (saison 5, épisode 8)
- 2019-2020 : Coisa Mais Linda : Waltinho (Nelson Baskerville) (4 épisodes)
- 2019-2021 : Godfather of Harlem : Thomas Lucchese (Bo Dietl) (3 épisodes)
- 2019-2023 : Succession : Hugo Baker (Fisher Stevens) (24 épisodes)
- 2020 : Hollywood : Mickey Cohen (Frank Crim) (mini-série)
- 2020 : Fargo : Clayton Winckle (William Dick) (saison 4, épisode 1)
- 2020 : SEAL Team : Emmet Quinn (John Savage) (saison 3)
- 2020-2022 : Stargirl : M. Sullivan (Matt Burke) (saison 1, épisode 7 et saison 3, épisode 5)
- 2020 / 2022 : After Life : M. Davis (Steve Speirs) (saison 2, épisode 5 et saison 3, épisode 6)
- 2021 : Le Retour des Rafter (en) : Ted Taylor (Michael Caton) (6 épisodes)
- 2021 : The Pact (en) : Richard (Adrian Edmondson) (5 épisodes)
- 2021 : La Cuisinière de Castamar : Melquiades Esquiza (Òscar Rabadan)
- 2021 : L'Incroyable quête de Brendar et Evan (en) : Horace (Allan Trautman) (voix)
- 2021 : Les Experts : Vegas : Dr Hugo Ramirez (Mel Rodriguez) (saison 1)
- 2021 : Landscapers (en) : William Wycherley (David Hayman) (mini-série)
- 2021-2023 : The Nevers : Lord Broughton (Rupert Vansittart) (5 épisodes)
- 2022 : God's Favorite Idiot : Gene Thompson (Kevin Dunn)
- 2022 : House of the Dragon : Grand Mestre Mellos (David Horovitch (en))
- 2022 : Plan de carrière : Harold Rubenstein (Tibor Feldman) (3 épisodes)
- 2022 : Andor : Willi (Ron Cook)
- 2022 : Copenhagen Cowboy : Jonas (Mads Brügger)
- 2022 : Reboot : Bob (George Wyner)
- 2022 : Welcome to Chippendales : M. Singh (Eliyas Qureshi) (mini-série)
- 2023 : Hudson et Rex : Sean Arnott (Cliff Saunders) (saison 5, épisode 14)
- 2023 : Hunters : Fritz Schneider (Warren Sweeney) (saison 2, épisode 1)
- 2023 : Bodies : ? (?) (mini-série)
- 2023 : Les Rois de Bombay (en) : Maulvi Saab (Mohammad Khaliq)
- 2023 : Stonehouse : le président de la Chambre (Simon Greenall (en))
- 2023-2024 : Frasier (en) : Alan Cornwall (Nicholas Lyndhurst)
- 2024 : Masters of the Air : l'officier écossais (David Goodall (en)) (mini-série)
- 2024 : My Lady Jane (en) : Dr Butts (Kevin Eldon (en))

#### Séries d'animation
- 1939-1961[n 11] : Elmer le Chasseur : Elmer
- 1995-2001 : Petit Ours : Picoti, Chaminou et Tibou
- 1996-1997 : Mighty Ducks : Caméléon
- 1997-1998 : Fifi Brindacier : Klang
- 1998-1999 : Donkey Kong Country : Bluster Kong (saison 2)
- 1998-1999 : Hercule : Hermès et Hermod (épisode 34)
- 1999[n 12] : Sherlock Holmes au 22e siècle[21] : Martin Fenwick
- 1999-2000 : Monster Rancher : Loukas, Golem
- 1999-2000 : Dilbert : Wally
- 1999-2001 : Futurama : Leonard Nimoy, Dick Clark et Terry (saisons 1 à 3)
- depuis 1999 : Les Griffin : Glenn Quagmire (en), Tom Tucker, Herbert, Adam West, Ernie le poulet et voix secondaires
- 2000 : Wounchpounch : Jacob
- 2000 : Les Nouvelles Aventures de Blinky Bill : Cyril Circus
- 2000-2001 : Les Voyages de Balthazar : Ganesh (création de voix)
- 2001 : La Légende de Tarzan : Max Liebling
- 2001-2003 : Croque Canards : voix additionnelles
- 2003-2005 : Duck Dodgers : l'Elmérite et voix additionnelles
- 2004-2007 : Les Gnoufs : Minibeb (création de voix)
- 2005 : Les Zinzins de l'espace : voix additionnelles (création de voix, saison 2)
- 2005-2006 : Les Malheurs du roi Arthur : le narrateur
- 2006 : Shaolin Wuzang : voix additionnelles (création de voix)
- 2006 : Le Petit Amadeus (en) : Bishop
- 2006[n 13]-2015 : Georges, le petit singe : le narrateur et Pasghetti
- 2006-2008 : Kuzco, un empereur à l'école : M. Moleguaco
- 2007-2008 : Le Chat de Frankenstein : Frankenstein (création de voix)
- 2008-2009 : Spectacular Spider-Man : Adrian Toomes / le Vautour
- 2008-2010 : Eliot Kid : M. Léon (création de voix)
- 2009 : Gaston : Léon Prunelle (création de voix)
- 2010 : Le Petit Prince : Otto (création de voix, épisode La Planète de la Musique)
- 2010-2018 : Lulu Vroumette : Qui-Sait-Tout (création de voix)
- 2011-2016 : Jake et les Pirates du Pays imaginaire : Monsieur Mouche
- 2013 : Dofus : Aux trésors de Kerubim : Vieux Roublard / Marionnette (création de voix, épisode 23)
- 2004-2005[n 14] : One Piece : Foxy le renard argenté et Cuisinier Billy
- 2010-2014[n 15] : Archer : Ramon Limon (2 épisodes)
- 2017-2022 : Pete the Cat (en) : le père de Callie
- 2018 : La Légende des Trois Caballeros : Clinton Écoutum
- 2021 : Zouk : M. Potiron (création de voix)
- 2022 : Cyberpunk: Edgerunners : Aldo
- 2022 : Overlord : Maximilian
- 2023 : Vinland Saga : Sverkel (doublage Crunchyroll)
- 2023 : Edens Zero : Cess
- 2023 : Demon Slayer: Kimetsu no Yaiba : Tecchin
- 2024 : Re:Monster : Papy Gob
- 2024 : T・P Bon (en) : Snéfrou

### Jeux vidéo
- 1995 : Rayman : le Magicien
- 1996 : MegaRace 2 : Lance Boyle (Christian Erickson (en))
- 1998 : Heart of Darkness : voix additionnelles
- 1999 : Bugs Bunny : Voyage à travers le temps : Elmer Fudd
- 1999 : Hercule Livre Animé Interactif : Hermès
- 2000 : Bugs Bunny et Taz : La Spirale du temps : Elmer Fudd, les ennemis et voix additionnelles
- 2000 : Looney Tunes Racing : Elmer Fudd
- 2000 : Space Race : Elmer Fudd
- 2002 : Kingdom Hearts : M. Mouche
- 2002 : Peter Pan : Aventures au Pays imaginaire : M. Mouche
- 2003 : Les Looney Tunes passent à l'action : Elmer Fudd
- 2003 : Le Monde de Nemo : Chumy
- 2005 : The Movies : un réalisateur
- 2008 : Looney Tunes : Cartoon Concerto : Elmer Fudd
- 2010 : Toy Story 3 : voix additionnelles
- 2012 : Epic Mickey : Le Retour des héros : M. Mouche
- 2015 : Assassin's Creed Syndicate : un marchand de Sirop Calmant de Starrick
- 2017 : Assassin's Creed Origins : voix additionnelles
- 2019 : Astérix et Obélix XXL 3 : Le Menhir de cristal : Épidemaïs
- 2022 : Dying Light 2 Stay Human : ?